# 埃及語言

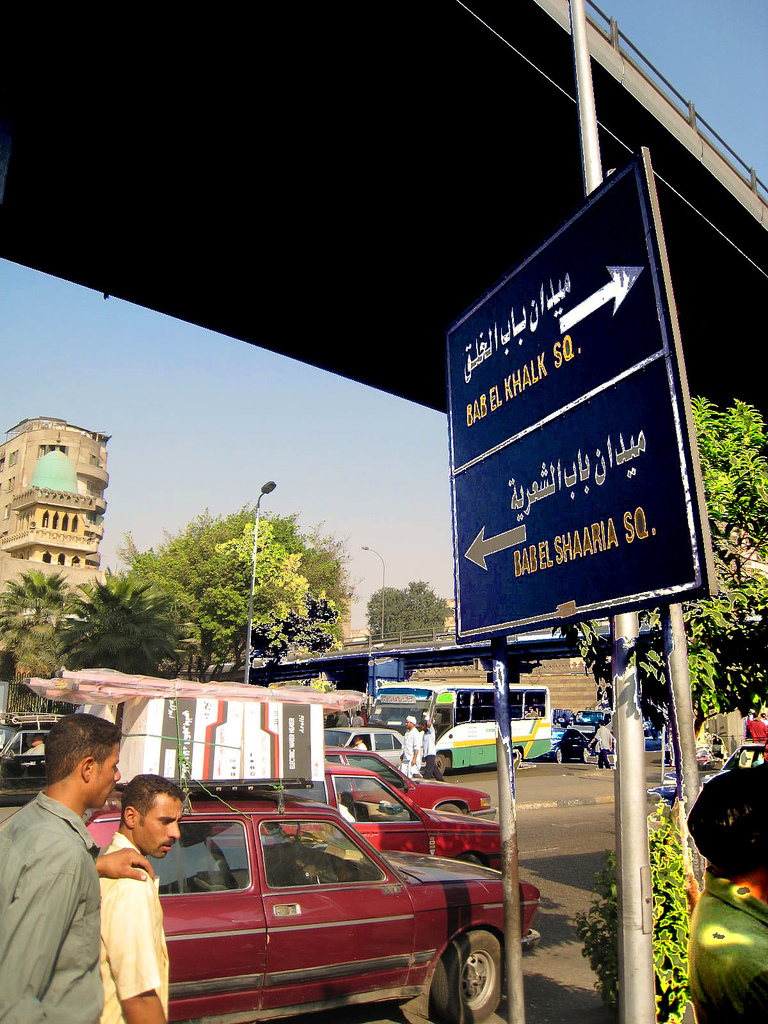
阿拉伯-英語標誌，開羅

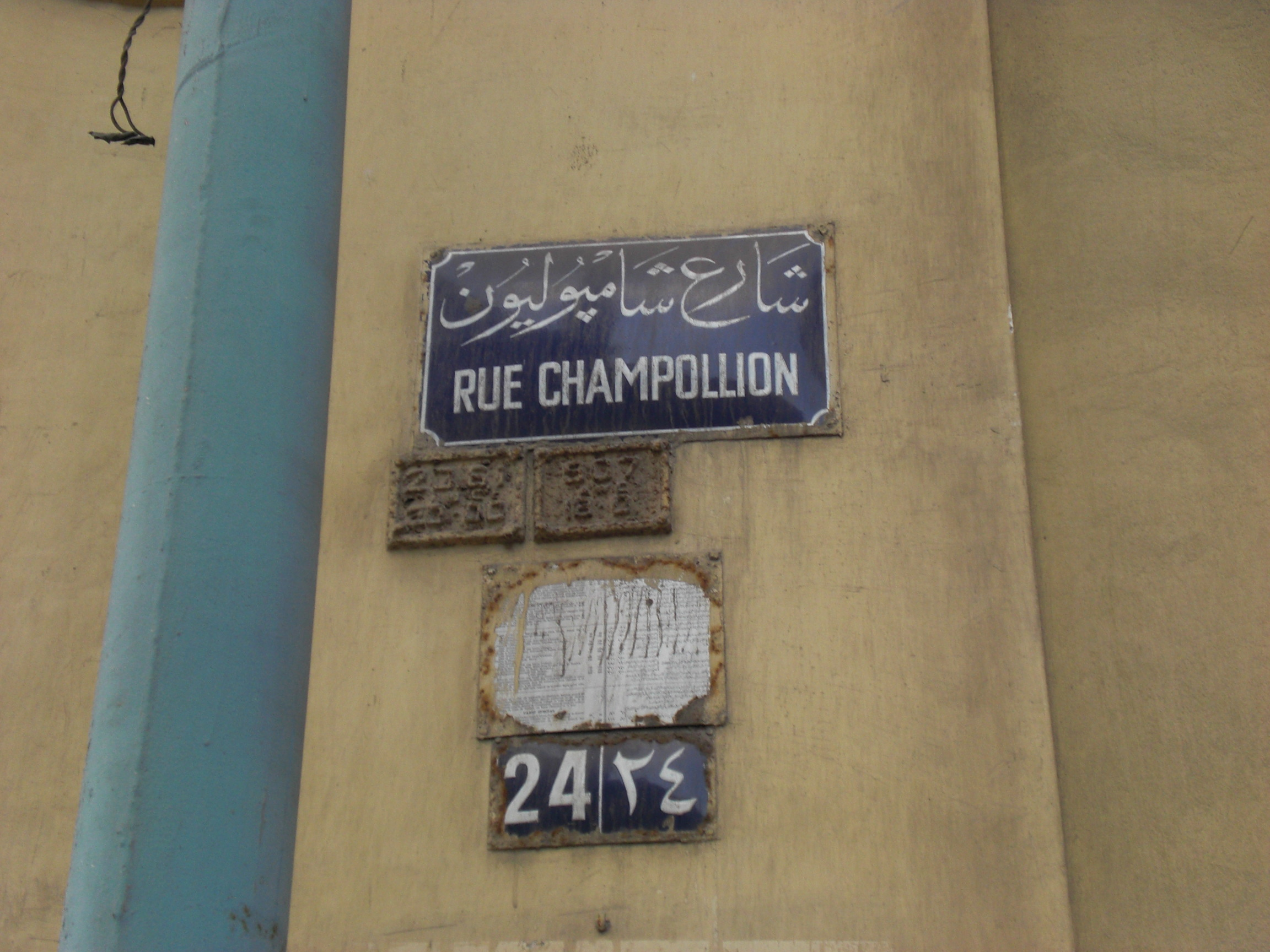
阿拉伯語-法語路牌，亚历山大港

埃及語言是指在埃及使用的各語系或語族的語言。一般在埃及有許多不同語系的族群語言作為日常的溝通語言，但阿拉伯語是迄今為止在埃及使用最廣泛的語言。

## 官方語言
埃及的官方語言是現代標準阿拉伯語，作为书面语在官方文件等处使用。

## 外國語言
因为历史原因，英語及法语为常用的外语，会在学校作为第二语言教授。其中英语最为常用，而大多數街道名牌使用雙語："書面阿拉伯語"和英語。其他一些街道標示板则使用法語。另外德語也被廣泛使用在商業以及教育方面。

## 一般語言

### 通用語言
阿拉伯人在公元7世纪来到埃及，自此阿拉伯语埃及方言成为埃及的主要溝通語言，用阿拉伯字母來書寫。在网络通信服務上，年轻人则大多使用阿拉伯语聊天字母。

### 努比安語系
在上尼羅河谷考姆翁布和阿斯旺地區，大約有300,000人為努比安語系(Nubian languages)的使用者，他們主要說努比因語(Nobiin language)，但也講"科奴立-東格拉語"(Kenuzi-Dongola)。

### 埃及其它語言
大約有77,000人講貝雅語(Beja language)，他們主要居住在東部的沙漠地區及紅海沿岸。

## 外部連結
- Ethnologue page on "Languages of Egypt" （页面存档备份，存于）
- PanAfriL10n page on Egypt
- Linguistic situation in Egypt